# Ferit Melen
Ferit Melen (Van, 1906 - Ankara, 3 september 1988) was een Turks politicus. Hij was tussen 1972 en 1973 premier van Turkije.
Melen studeerde politieke wetenschappen in Ankara en begon in 1931 zijn politieke carrière in zijn geboortestad Van. Tussen 1950 en 1964 zetelde hij in het Turkse parlement namens de Republikeinse Volkspartij (RVP). Tussen 1962 en 1964 was hij minister van Financiën. In 1967 stichtte hij met andere conservatieve dissidenten uit de RVP de nieuwe partij Nationale Partij van het Vertrouwen (NPV). In de regering van Nihat Erim (1971-1972) was Melen minister van Defensie. Nadat Erim ontslag had genomen onder druk van het leger, werd eerst Suat Hayri Ürgüplü aangezocht om een regering te vormen. De voorgestelde regering kreeg niet het vertrouwen van president Cevdet Sunay. Hierop kreeg Melen de opdracht een regering samen te stellen. Hij vormde een regering met leden van zijn NPV, van de RVP en van Gerechtigheidspartij en met enkele technocraten. Tijdens zijn regering, die aantrad op 5 juni 1972 was de staat van beleg van kracht en lag de feitelijke macht bij het leger. Melen bleef premier tot de parlementsverkiezingen van oktober 1973. Nadien diende hij nog een tweede keer als minister van Defensie tussen 1975 en 1977.
İsmet İnönü · Ali Fethi Okyar · Celal Bayar · Refik Saydam · Şükrü Saracoğlu · Recep Peker · Hasan Saka · Şemsettin Günaltay · Adnan Menderes · Cemal Gürsel · Suat Hayri Ürgüplü · Süleyman Demirel · Nihat Erim · Ferit Melen · Naim Talu · Bülent Ecevit · Sadi Irmak · Bülent Ulusu · Turgut Özal · Yıldırım Akbulut · Mesut Yılmaz · Tansu Çiller · Necmettin Erbakan · Abdullah Gül · Recep Tayyip Erdoğan · Ahmet Davutoğlu · Binali Yıldırım